# 존 크롬웰
존 크롬웰(영어: John Cromwell, 1886년 12월 23일 ~ 1979년 9월 26일)는 미국의 영화 감독, 연극 배우, 영화 배우, 노동운동가, 무대 연출가, 영화 프로듀서이다.

## 출연작

### 영화
- 세 여인 (1977년)
- 여신 (1958년)
- 탑 시크릿 어페어 (1957년)
- 케이지드 (1950년)
- 욕망의 상속자 (1947년)
- 왕과 나 (1946년)
- 님은 가시고 (1944년)
- 일리노이의 에이브 링컨 (1940년)
- 또다른 세계의 창조 (1939년)
- 마르코 폴로의 모험 (1938년)
- 알지어즈 (1938년)
- 젠다성의 포로 (1937년)
- 소공자 (1936년)
- 아이 드림 투 머치 (1935년)
- 인간의 굴레 (1934년)
- 톰 소여 (1930년)
- 스트리트 오브 찬스 (1930년)
- 클로즈 하모니 (1929년)
- 댄스 오브 라이프 (1929년)